# Hohenahr
Hohenahr é um município da Alemanha, situado no distrito de Lahn-Dill, no estado de Hesse. Tem 45,67 km² de área, e sua população em 2019 foi estimada em 4.772 habitantes.